# Fulgence Rabemahafaly
Fulgence Rabemahafaly (* 23. Mai 1951 in Miarinavaratra, Madagaskar) ist Erzbischof von Fianarantsoa.

## Leben
Fulgence Rabemahafaly empfing am 14. August 1980 das Sakrament der Priesterweihe.
Am 3. Juni 1999 ernannte ihn Papst Johannes Paul II. zum Bischof von Ambositra. Der Erzbischof von Fianarantsoa, Philibert Randriambololona SJ, spendete ihm am 31. Oktober desselben Jahres die Bischofsweihe; Mitkonsekratoren waren der Bischof von Moulins, Philippe Barbarin, und der Bischof von Ambanja, Odon Marie Arsène Razanakolona. Am 1. Oktober 2002 ernannte ihn Papst Johannes Paul II. zum Erzbischof von Fianarantsoa.